# Lerista lineopunctulata
Lerista lineopunctulata är en ödleart som beskrevs av  Duméril och BIBRON 1839. Lerista lineopunctulata ingår i släktet Lerista och familjen skinkar. Inga underarter finns listade i Catalogue of Life.